# Кармалейка (Нижньогородська область)
Кармалейка (рос. Кармалейка) — село у складі Ардатовського району Нижньогородської області. Входить до складу робітничого селища Ардатов. Входило до складу скасованої Чуварлей-Майданської сільради.

## Походження назви
Назва села мордовського походження: «кармамо» означає початок, а «лей» — річка, річкова долина. Ця назва відповідає місцю розташування селища — у верхів'ї річки Леметі.

## Географія
Розташоване за 9 км на південь від робітничого поселення Ардатов.
Село стоїть на північному березі невеликого озера, з якого у південному напрямку витікає струмок. На півночі та північному сході від села за 1-1,5 км знаходяться яри глибиною до 4 м.

## Населення
| 1999 | 2002 | 2010 |
| ---- | ---- | ---- |
| 85   | ↘69  | ↘37  |